# Bundesstraße 87
Die Bundesstraße 87 (Abkürzung: B 87) ist eine Bundesstraße in Deutschland. Sie beginnt an der A4 bei Mellingen und endet in Frankfurt (Oder). Sie verläuft in Thüringen auf Teilen der Thüringer Porzellanstraße und der Straße der Romanik.

## Geschichte

### Ursprung
Die heutige Bundesstraße 87 wurde bereits im Mittelalter als Straßenverbindung zwischen Frankfurt (Oder) und Leipzig benutzt. Zwischen Leipzig und Eckartsberga folgt sie dem historischen Verlauf der Via Regia. Deren Ausbau zur befestigten Kunststraße war bereits 1819 abgeschlossen. Bis 1845 wurde auch die Chausseeverbindung von Leipzig nach Eilenburg fertiggestellt. Um den Ausbau der Strecke von Eilenburg nach Frankfurt (Oder) zu ermöglichen, wurde am 20. November 1854 ein Aktien-Verein gegründet. Die Frankfurt an der Oder Leipziger Chausseebaugesellschaft hatte ihren Sitz in Lübben. Die Strecke verlief von Eilenburg über Torgau, Herzberg, Schlieben, Luckau, Lübben, Beeskow und Müllrose nach Frankfurt (Oder). Der östlichste Streckenabschnitt zwischen Frankfurt (Oder) und Beeskow wurde 1856 zur befestigten Kunststraße ausgebaut. Der Chausseebau südlich von Umpferstedt begann erst 1860 mit dem Streckenabschnitt nach Mellingen.

### Frühere Strecken und Bezeichnungen
Die preußische Staatschaussee Nr. 33 führte von Frankfurt (Oder) bis in die sächsische Stadt Leipzig. Dort begann die preußische Staatschaussee Nr. 69, die Leipzig und Weißenfels verband. In Weißenfels mündete diese Straße in die preußische Staatschaussee Nr. 66, die von Halle nach Weimar führte.
Bei der ursprünglichen Nummerierung 1932 endete die damalige Fernverkehrsstraße 87 (FVS 87), 1934 in Reichsstraße 87 (R 87) umbenannt, an der damaligen Fernverkehrsstraße 7 (später Reichsstraße 7) in Umpferstedt (zwischen Jena und Weimar). 1961 wurde die nunmehr wieder Fernverkehrsstraße 87 genannte Straße (jedoch mit F 87 abgekürzt) von Umpferstedt nach Ilmenau verlängert. Bereits zu DDR-Zeiten gab es Trassenverlegungen zur Entlastung von Siedlungen, so die von 1965 bis 1969 errichtete Umgehung des Ortskerns von Taucha oder die 1978 bis 1980 errichtete Umfahrung von Eilenburg-Ost zwischen Wurzener Platz und Sprotta-Siedlung.

### Ersetzungen
Die Bundesstraße 87 verläuft seit 2000 zwischen den Anschlussstellen Lützen Süd (A 38) und Weißenfels (A 9) über die Autobahnen A 38 und A 9, der ehemalige Verlauf zwischen Weißenfels und Lützen wurde zur L 188 umgewidmet. Zwischen Bad Berka und der Anschlussstelle Apolda der Bundesautobahn 4 wurde der Streckenabschnitt im Jahre 2007 zur Kreisstraße herabgestuft. Das damalige Endstück zwischen der AS Ilmenau-Ost und dem Ort Ilmenau wurde 2013 zur Landesstraße L 3087 herabgestuft. 2018 folgte das Stück zwischen der Anschlussstelle und Stadtilm. Zum 1. Januar 2021 folgte das verbleibende Stück zwischen Bad Berka und Stadtilm, um den Verkehr auf die Bundesstraße 90 sowie die Autobahnen 4 und 71 zu verlagern.

## Weitere Planungen
Seit 1996 ist die Bundesstraße 87n von Meiningen nach Fulda geplant, deren Thüringer Teil als weiterer Bedarf im Bundesverkehrswegeplan 2030 eingestuft ist. Eine Verbindung zur damals in Ilmenau endenden B 87 wird es nicht geben.

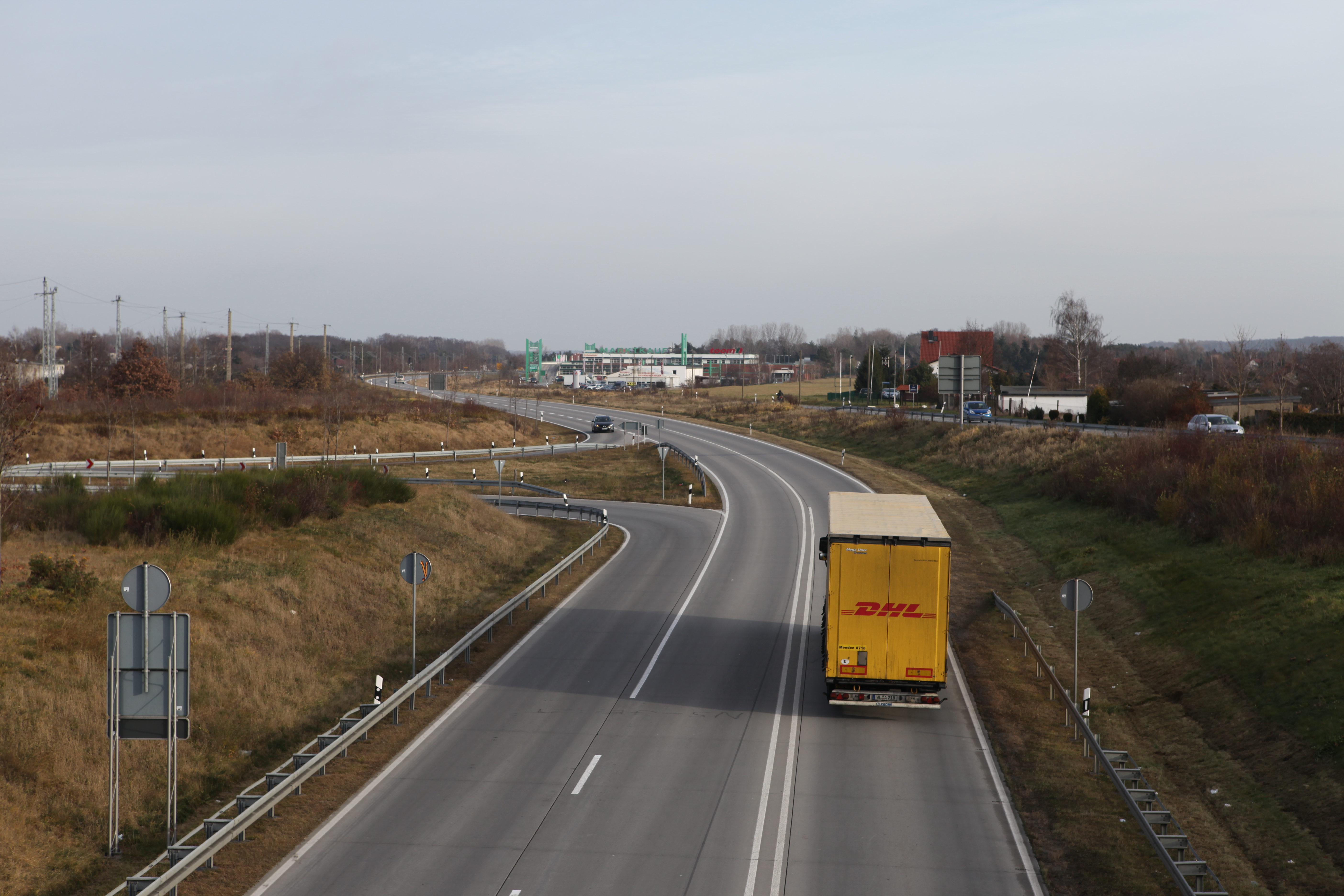
B 87 als Kraftfahrstraße an der Anschlussstelle Eilenburg-Ost

Im Sommer 2009 wurde der Beginn des Raumordnungsverfahrens zum Neubau der B 87n zwischen dem Leipziger Nordosten, Taucha und Eilenburg bekanntgegeben. Die neue Trasse sollte mit einem vierspurigen Ausbau mit Autobahncharakter durch die Endmoränenlandschaft der Parthe verlaufen. Nach dem Bekanntwerden gab es Proteste von Umweltverbänden und Anwohnern, die in der "Tauchaer Erklärung" mündeten. Das Raumordnungsverfahren wurde Mitte 2015 eingestellt. Eine nördliche Alternativtrasse, die westlich von Eilenburg teilweise die S4 und die B 2 nutzt und an der Anschlussstelle Leipzig-Mitte auf die A 14 stößt, wurde als „Weiterer Bedarf“ in den Bundesverkehrswegeplan 2030 aufgenommen. Die DEGES startete im Sommer 2018 ein Beteiligungsverfahren, in dem wieder alle Varianten geprüft werden. Auch ein bis zu zwei Kilometer langer Tunnel unter Taucha wird untersucht.
In den 1990er Jahren war geplant, die B 87 durch die als Bundesautobahn 16 geplante Leipzig-Lausitz-Achse zu ersetzen. Nachdem diese Planungen verworfen worden waren, erteilte man Ende August 2011 dem langfristig geplanten Ausbau der B 87 zwischen der BAB 14 und Torgau über Eilenburg mit vier Fahrstreifen ebenfalls eine Absage. Der Bundesverkehrswegeplan sieht seitdem nur im Abschnitt BAB 14–Eilenburg Bedarf für einen vierstreifigen Ausbau, zwischen Eilenburg und Torgau sei eine dreistreifige B 87 ausreichend. Die Lokalpolitik äußerte sich größtenteils ablehnend. Zustimmung gab es hingegen vom Eilenburger Oberbürgermeister Hubertus Wacker. Der Fahrbahnausbau für den dreistreifigen Teil begann im August 2016. Im Bundesverkehrswegeplan 2030 befinden sich Umgehungsstraßen für den Großteil der Ortsdurchfahrten zwischen Leipzig und Frankfurt (Oder) im weiteren Bedarf. Einzig die autobahnanschließenden Umgehungen für Duben und Markendorf sind im vordringlichen Bedarf.
Im Mai 2021 begann der Bau der 13 Kilometer langen Ortsumgehung Bad Kösen, nachdem bereits seit 2017 vorbereitende archäologische Ausgrabungen laufen. Das Saaletal wird zwischen Großheringen und Saaleck durch eine etwa 1.200 m lange Brücke auf bis zu 60 m hohen Brückenpfeilern überspannt werden. Im Zuge der Planung wurde die Frage nicht geprüft, inwieweit sich Auswirkungen für das geplante Flächendenkmal des Weltkulturerbes Naumburg und Saaletal ergeben. Eine Abstimmung mit ICOMOS und der UNESCO fand nicht statt. Die Trasse sollte 117 Millionen Euro kosten, die Kosten stiegen aber bereits auf 160 Millionen Euro. Die Finanzierung erfolgt teilweise über das Strukturstärkungsgesetz Kohleregionen. Die anschließende Umgehungsstraße Naumburg befindet sich in Planung. Insgesamt soll die B 87 zwischen Taugwitz und Wethau neu trassiert werden.
Weiterhin sind laut Bundesverkehrswegeplanung um 2030 anschließende Umgehungsstraßen für Eckartsberga, Taugwitz/Poppel/Gernstedt, Wethau und Weißenfels (Südtangente) geplant.

## Brücken
- Elbebrücke Torgau
- Zeppelinbrücke, Leipzig

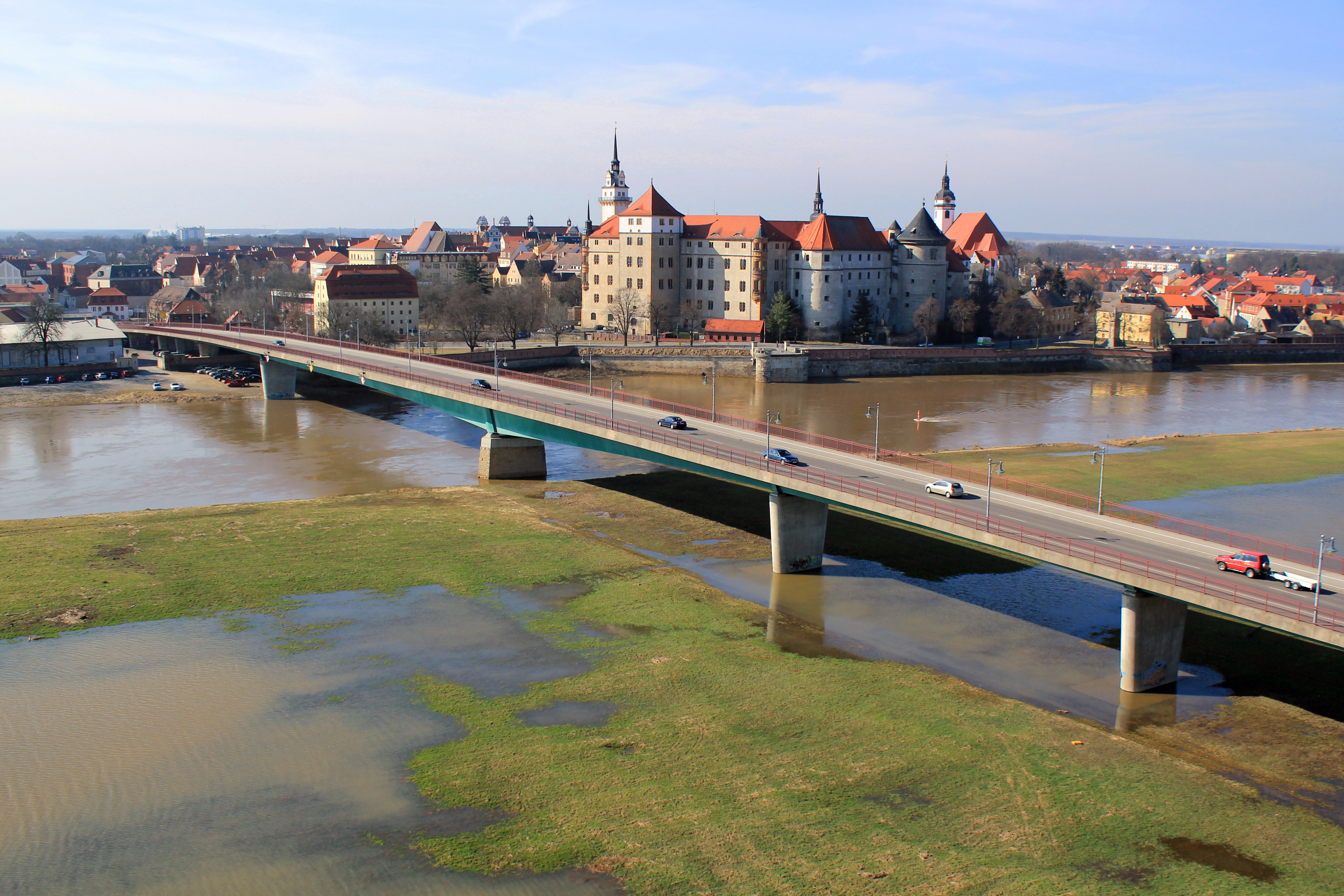
B 87, Elbebrücke Torgau mit überfluteten Elbwiesen, Schloss Hartenfels

- Saalebrücke Bad Kösen, erbaut 1891 als Ersatz für eine Steinbrücke des 14. Jahrhunderts